# Dubičné
Dubičné är en ort i Tjeckien.   Den ligger i regionen Södra Böhmen, i den centrala delen av landet, 120 km söder om huvudstaden Prag. Dubičné ligger 487 meter över havet och antalet invånare är 307.
Terrängen runt Dubičné är lite kuperad, och sluttar västerut. Runt Dubičné är det tätbefolkat, med 343 invånare per kvadratkilometer. Närmaste större samhälle är České Budějovice, 4,7 km väster om Dubičné. Omgivningarna runt Dubičné är en mosaik av jordbruksmark och naturlig växtlighet.